# Будинок кондитера С. Силаєва
Будинок кондитера Силаєва (Кременчук) — будинок в Кременчуці, збудований на початку XX століття. Будівля є пам'яткою архітектури.

## Опис
Будинок зведено в стилі модернізованої класики на початку ХХ століття

## З історії будинку
У будинку С. Силаєва була прекрасна «кав'ярня, кондитерська, булошна», де завжди були кава, шоколад, какао, чай, морозиво. Можна було замовити легкий сніданок або вечерю.
З 1916 року тут знаходилося Друге Кременчуцьке товариство взаємного кредиту. Після жовтневої революції в будівлі розмістилося управління міської міліції. Тут був добре обладнаний спортивний зал товариства «Динамо», де полюбляли тренуватися підлітки і молодь центральних районів міста. На другому поверсі часто влаштовували танцювальні вечори, приваблювали безліч народу.
Але була у цієї будівлі і таємне життя. Говорили що в підвалах цього і сусіднього будинку (нині вул. Ігоря Сердюка, 10) перебували камери попереднього ув'язнення, де велися дізнання і навіть розстріли «ворогів народу». Д. Гуриненко згадував: «… ми ночами, ховаючись біля будівлі поліграффабрики, спостерігали, як до цих будівель під'їжджав „чорний ворон“, з якого виводили заарештованих, а через деякий час, після розстрілу їх виносили загорнутими в брезент, вантажили на парну підводу і вивозили … Під час розстрілів ми чули глухіпостріли».
Пізніше виявилося, що серед заарештованих були невинні люди, реабілітовані після 1956 року, на жаль багато посмертно. У пам'ять про невинні жертви сталінських репресій з ініціативи товариства «Меморіал» у дворі колишньої міліції установили пам'ятний знак.

### Друга Світова
У перші дні Німецько-радянської війни в Кременчуці створюються винищувальні батальйони, у завдання яких входила охорона важливих народногосподарських об'єктів — заводів, фабрик, залізничного вузла, боротьба з шпигунами і диверсійантами. Один з них — Перший кременчуцький окремий винищувальний — розмістився в будівлі міського управління міліції. У його рядах налічувалося до 300 бійців. Командиром був колишній начальник 1-го відділення міліції Г. Сіряченко, комісаром — директор середньої школи № 1 І. Коваленко, начальником штабу — В. Фільщінскій, що працював до війни в Тсоавіахіму. При наближенні фронту до міста батальйон передається в дивізію народного ополчення, а пізніше — вливається в регулярні частини Червоної Армії. Про ці події нагадує тепер меморіальна дошка, відкрита напередодні святкування 50-ї річниці Перемоги.
Під час фашистської окупації в будівлі знаходилася міська поліція і при відступі німців із Кременчука воно було підпалено.

### Повоєнний час
Під час гітлерівської окупації в будівлі знаходилася міська поліція, і при відступі у вересні 1943 року німці колишній дім Силаєва підпалили.
У 1948 році вигоріле всередині будівля передається для відновлення всесоюзному тресту «Кременчугтрансмашстрой».
У 1952 році будинок був відновлений і в наступні роки кілька разів змінював своїх господарів — * поштовий ящик № 5
- міськком Компартії України і міськком комсомолу
- домбінат «Кременчугстрой»
- трест «Кременчугнефтехімстрой».

В кінці 60-х років на торці будинку з'явилося монументально-декоративне твір «Кременчук вчора і сьогодні», яке в символічній формі розповідало про перетворення Кременчука з Маленькой фортеці у велике місто. Його композиція складалася з двох різних за величиною, але рівнозначних частин: нижньої, яка зображує Кременчук древній — фортечна стіна, церковця, дніпровська хвиля, омиває фортецю і верхньої, в якій на вершині сложних конструкцій з нержавіючої сталі схематичне зображення людини, праворуч — величезна хвиля, що символізує перетворений Дніпро. Спочатку все це підсвічувалися вогнями, виникала цікава гра світла і тіні, кольорові плями. Робота викликава суперечливі оцінки, неоднозначні судження, багато кременчужани її не прийняли. І тоді «батьки міста», не знайшовши належного розуміння у жителів, вирішили світло вимкнути і посадити дерева, які й приховали авангардистський твір москвичів М. Алексеєвої й Е. Прохорова від прихильних реалізму очей кременчужан. В кінці 1990-х років монументально-декоративну композицію тихенько зняли.

## Сьогодення
Колишній будинок кондитера С.Силаєва є рідкісним для Кременчука зразком забудови кінця ХІХ - початку ХХ ст. З 1985 р. внесений до Переліку пам’яток історії та культури Кременчука місцевого значення; у 1995 р. рішенням 9-ї сесії міської ради народних депутатів затверджена охоронна зона будівлі як пам’ятки архітектурної спадщини.